# Robert Woolsey
Pour les articles homonymes, voir Woolsey.
Robert Woolsey, né le 14 août 1888 et mort le 31 octobre 1938, est un acteur américain. Il forme avec Bert Wheeler le duo comique Wheeler & Woolsey et tourne une vingtaine de films entre 1929 et 1937 avant de mourir l'année suivante d'insuffisance rénale.

## Filmographie partielle
- 1929 : Rio Rita de Luther Reed
- 1930 : Coucous (The Cuckoos) de Paul Sloane
- 1930 : Hook, Line and Sinker de Edward F. Cline
- 1930 : Half Shot at Sunrise de Paul Sloane
- 1930 : Dixiana de Luther Reed
- 1931 : Peach O Reno de William A. Seiter
- 1931 : Everything's Rosie de Clyde Bruckman
- 1931 : Cracked Nuts de Edward F. Cline
- 1932 : Hold 'Em Jail de Norman Taurog
- 1933 : So This Is Africa de Edward F. Cline
- 1935 : Les Faiseurs de pluie de Fred Guiol
- 1935 : The Nitwits de George Stevens
- 1936 : Silly Billies de Fred Guiol
- 1937 : Vol de zozos (High Flyers) de Edward F. Cline
- 1937 : On Again-Off Again de Edward F. Cline